# شینتا فوکوشیما
شینتا فوکوشیما (انگلیسی: Shinta Fukushima؛ زادهٔ ۲۸ ژانویهٔ ۱۹۸۹) بازیکن فوتبال اهل ژاپن است.
از باشگاه‌هایی که در آن بازی کرده‌است می‌توان به باشگاه فوتبال ناگویا گرامپوس اشاره کرد.